# HUGっと!プリキュア サウンドアルバム
『HUGっと!プリキュア サウンドアルバム』は、東堂いづみ原作によるアニメシリーズ第15作『HUGっと!プリキュア』のボーカルアルバム、オリジナル・サウンドトラックシリーズ。

## ボーカルアルバム

### パワフル♥エール
『HUGっと!プリキュア』初のボーカルアルバムで、OPテーマ「We can!! HUGっと!プリキュア」のロングイントロバージョン、EDテーマ「HUGっと!未来☆ドリーマー」の別バージョンをはじめ、番組挿入歌、プリキュア・妖精役の声優や主題歌歌手による新録イメージソングを含めた全9曲を収録。ジャケットイラストには、デフォルメ画のプリキュア5人がプリントされている。
1. We can!! HUGっと!プリキュア（ロング・イントロ・バージョン）
歌：宮本佳那子
作詞：藤本記子（Nostalgic Orchestra）、作曲・編曲：福富雅之（Nostalgic Orchestra）
2. トモダチという奇跡
歌：薬師寺さあや（CV:本泉莉奈）、輝木ほまれ（CV:小倉唯）
作詞：六ツ見純代、作曲・編曲：馬渕直純
3. 大好き∞無限POWER
歌：キュアマシェリ（CV:田村奈央）、キュアアムール（CV:田村ゆかり）
作詞：こだまさおり、作曲・編曲：高田暁
4. ハグはぎゅマジック
歌：野乃はな（CV:引坂理絵）、はぐたん（CV:多田このみ）
作詞・作曲：藤本記子（Nostalgic Orchestra）、編曲：福富雅之（Nostalgic Orchestra）
5. おどろきカンゲキ☆ドンとハリー！
歌：ハリハム・ハリー（CV:野田順子 / 福島潤）
作詞・作曲：藤本記子（Nostalgic Orchestra）　編曲：福富雅之（Nostalgic Orchestra）
6. Go! Go! GO分咲き女の子
歌：北川理恵
作詞：大森祥子、作曲：Motokiyo、編曲：菊谷知樹
7. キミとともだち
歌：愛崎えみる（CV:田村奈央）、ルール－アムール（CV:田村ゆかり）
作詞：坪田文、作曲：藤本記子（Nostalgic Orchestra）、編曲：福富雅之（Nostalgic Orchestra）
8. ZUTTO 在る ココに
歌：キュアエール（CV:引坂理絵）、キュアアンジュ（CV:本泉莉奈）、キュアエトワール（CV:小倉唯）
作詞：青木久美子、作曲・編曲：大久保薫
9. HUGっと!未来☆ドリーマー（5 PRECURE Ver.）
歌：キュアエール（CV:引坂理絵）、キュアアンジュ（CV:本泉莉奈）、キュアエトワール（CV:小倉唯）、キュアマシェリ（CV:田村奈央）、キュアアムール（CV:田村ゆかり）
作詞：ミズノゲンキ、作曲・編曲：睦月周平

### Cheerful Songs Best
『HUGっと!プリキュア』のこれまで発表された主題歌・挿入歌・キャラクターソングを収録したベストアルバム。映画主題歌の「DANZEN!ふたりはプリキュア〜唯一無二の光たち〜」をボーナストラックとして収録しているのを始め、映画挿入歌「リワインドメモリー」の宮本佳那子ソロバージョン、挿入歌「キミとともだち」の別バージョンなど全11曲に加え、シリーズ初となるシークレットトラックも収録。ジャケットイラストには5人のプリキュアとはぐたんがプリントされている。
1. We can HUGっと!プリキュア (Long Intro ver.)
歌：宮本佳那子
作詞：藤本記子（Nostalgic Orchestra）、作曲・編曲：福富雅之（Nostalgic Orchestra）
2. フレフレ!アイム・ア・チアリーダー!
歌：キュアエール（CV.引坂理絵）
作詞：藤本記子（Nostalgic Orchestra）、作曲・編曲：高木洋
3. リワインドメモリー（Kanako Miyamoto Ver.）
歌：宮本佳那子
作詞：咲岡里奈、作曲・編曲：三好啓太
4. イマージュの翼
歌：キュアアンジュ（CV.本泉莉奈）
作詞・作曲：藤本記子（Nostalgic Orchestra） 編曲：福富雅之（Nostalgic Orchestra）
5. 大好き∞無限POWER
歌：キュアマシェリ（CV:田村奈央）、キュアアムール（CV:田村ゆかり）
作詞：こだまさおり、作曲・編曲：高田暁
6. もう一度、あの空の先へ
歌：キュアエトワール（CV.小倉唯）
作詞：山崎寛子 作曲・編曲：永井正道
7. LOVE&LOVE
歌：愛崎えみる（CV.田村奈央）、ルール－・アムール（CV.田村ゆかり）
作詞：eNu、作曲・編曲：R・O・N
8. HUGっと!未来☆ドリーマー（5 PRECURE Ver.）
歌：キュアエール（CV:引坂理絵）、キュアアンジュ（CV:本泉莉奈）、キュアエトワール（CV:小倉唯）、キュアマシェリ（CV:田村奈央）、キュアアムール（CV:田村ゆかり）
作詞：ミズノゲンキ、作曲・編曲：睦月周平
9. HUGっと!YELL FOR YOU
作詞：六ツ見純代、作曲・編曲：KOH
10. キミとともだち（One For All, All For One Ver.）
歌：野乃はな(CV.引坂理絵)、薬師寺さあや(CV.本泉莉奈)、輝木ほまれ(CV.小倉唯)、愛崎えみる(CV.田村奈央)、ルールー・アムール(CV.田村ゆかり)
作詞：坪田文、作曲：藤本記子（Nostalgic Orchestra）、編曲：福富雅之（Nostalgic Orchestra）
11. DANZEN!ふたりはプリキュア〜唯一無二の光たち〜（ボーナストラック）
歌：五條真由美、コーラス：うちやえゆか・宮本佳那子
作詞：青木久美子、作曲：小杉保夫、編曲：高木洋
12. リワインドメモリー（Mayumi Gojo Ver.）（シークレットトラック）[2]
歌：五條真由美
作詞：咲岡里奈、作曲・編曲：三好啓太

## オリジナル・サウンドトラック

### テレビシリーズ1
ABC・テレビ朝日系放送テレビアニメ『HUGっと!プリキュア』のオリジナル・サウンドトラック第1弾。
収録されている全31曲のBGMは林ゆうきが制作を担当。また、主題歌の『We can!! HUGっと!プリキュア』のロングイントロバージョンと『HUGっと!未来☆ドリーマー』両曲のテレビサイズ・バージョン、ボーナストラックとして劇中で使われている吹奏楽曲「夢・未来」を収録。初回限定封入特典としてジャケットサイズ・ステッカーが同梱された。ジャケットイラストには初期3人のプリキュアとはぐたん、ハリハム・ハリーがプリントされている。
1. 輝く未来を抱きしめて
2. We can!! HUGっと!プリキュア 〜ロング・イントロ・バージョン〜[TVサイズ]
3. サブタイトル
4. フレフレ私!
5. なんでもできる! なんでもなれる!
6. ふしぎな出逢い
7. 発注! オシマイダー
8. 心があふれる
9. ミライクリスタル! ハート、キラッと! - Short version -
10. 明日のパワーを胸に
11. 未来は無限大
12. HUGっとキャッチ
13. これまでのあらすじ
14. こんにちは、はぐたん
15. いっしょにお出かけ
16. こんなはずじゃ…
17. 上を下への大騒ぎ
18. めちょっく!
19. もう一度跳べたら
20. 痛いのは心
作曲：林ゆうき、編曲：小畑貴裕
21. はぐくむ明日
22. おやすみ、はぐたん
23. HUGっとキャッチ - Piano version -
24. 奪われた未来
25. クライアス社
26. 緊迫の遭遇
27. ミライクリスタル! ハート、キラッと!
28. オシマイダー猛攻
29. 激闘を耐え抜いて
30. エール・フォー・ユー
31. プリキュア・トリニティ・コンサート!
32. 信じあう絆
作曲：林ゆうき、編曲：小畑貴裕
33. HUGっと!未来☆ドリーマー
34. 今日もめちゃHUG元気で、フレフレみんな!
35. 吹奏楽「夢・未来」（ボーナストラック）

### 映画サウンドトラック
2018年10月27日公開の劇場版『映画 HUGっと!プリキュア♡ふたりはプリキュア オールスターズメモリーズ』のオリジナル・サウンドトラック。収録されているBGMは一部を除き林ゆうきが制作を担当。これに加え佐藤直紀による『ふたりはプリキュア/MaxHeart』で用いられたBGMや歴代主題歌のメドレーアレンジBGM、主題歌・挿入歌の映画サイズ版を収録している。初回限定封入特典としてジャケットサイズ・ステッカーが同梱される。
1. いきなり、ありえな〜い!
作曲：林ゆうき、小杉保夫、編曲：林ゆうき
2. We can!! HUGっと!プリキュア 〜ロング・イントロ・バージョン〜 (Shortサイズ)
3. 巨大テルテル坊主出現!
4. ミライクリスタル! ハート、キラッと!
5. HUGっと! 大奮戦
6. 登場! ふたりはプリキュア!
作曲：佐藤直紀、編曲：林ゆうき
7. メップル・ミップル受難
8. あいつの名はミデン
9. ミデン、アジトにて
10. ちっちゃなプリキュアがいない
11. はな奮闘す
12. 想い出はどこへ
13. ミデン襲来
14. 私、覚えてるから
作曲：佐藤直紀、編曲：林ゆうき
15. よみがえる想い出
作曲：佐藤直紀、編曲：林ゆうき
16. デュアル・オーロラ・ウェイブ!
作曲・編曲：佐藤直紀
17. 光の使者ふたたび
18. リワインドメモリー (映画サイズ)
19. 暴走する悲しみ
20. ミデンの世界
21. エールたちの思い
22. モフー!
23. プリキュアごっこしよ
24. 空っぽの絶望
25. プリキュア危うし
26. フレ、フレ! プリキュア!
27. プリキュアオールスターズメモリーズ
作曲：林ゆうき、小杉保夫、間瀬公司、高取ヒデアキ、marhy、清岡千穂、渡辺亮希、奥村愛子、大竹智之、福富雅之（Nostalgic Orchestra）、編曲：宮野幸子
28. 雨あがるとき
29. 未来は想い出とともに
作曲：福富雅之（Nostalgic Orchestra）、編曲：林ゆうき
30. 輝く未来を抱きしめて
31. DANZEN! ふたりはプリキュア〜唯一無二の光たち〜 (映画サイズ)

### テレビシリーズ2
ABC・テレビ朝日系放送テレビアニメ『HUGっと!プリキュア』のオリジナル・サウンドトラック第2弾。
収録されている38曲のBGMは林ゆうきが制作を担当。また、主題歌の『We can!! HUGっと!プリキュア』のロングイントロバージョンと『HUGっと!YELL FOR YOU』両曲のテレビサイズ・バージョンを収録。初回限定封入特典としてジャケットサイズ・ステッカーが同梱された。ジャケットイラストには5人のプリキュアがプリントされている。
1. ツインラブ・ロックビート！
2. We can!! HUGっと！プリキュア（TVサイズ）
3. えみるのテーマ
4. お心はずむ仲間たち
5. 役に立ちたい私です
6. はぐくむ明日 - Guitar version -
7. ざわめく想い
8. 引き裂かれる心
9. 私がなりたいプリキュア
作曲：福富雅之（Nostalgic Orchestra）、編曲：林ゆうき
10. ミライクリスタル！ハート、キラッと！ - 2人変身version -
11. ヒーローのように
12. 信じあう絆 - Strings version -
13. 新たなる陰謀
14. 猛オシマイダー出現
15. 激闘を耐え抜いて - Alternate version -
16. 果てしなき暴走
17. 未来へのエール
18. プリキュア・チアフル・アタック！
19. 進め！私たちのゴールへ
20. 輝く未来を抱きしめて - Alternate version -
21. HUGっとキャッチ - Woodwinds version -
22. まえむきあしたエージェンシー
23. ファッショナブルに決めるよ！
24. はぐたんすくすくと
25. 愛するまなざし
26. 傷心のメモリー
27. 悲しみを抱いて
28. 電光の追撃
29. 圧倒的な力を前に
30. つながる絆、私たちの未来
31. 伝説をまとう勇姿
32. 未来は無限大 - Strings version -
33. 心のさざなみ
34. 静かなる挑戦
35. プレジデント・クライ
36. 絶望が時を止める
37. 衝撃、そして危機
38. 輝け！私たちのパワー！
39. みんなでトゥモロー！
40. 未来へつなぐ愛
作曲：福富雅之（Nostalgic Orchestra）、編曲：林ゆうき
41. この世界を抱きしめて
42. HUGっと!YELL FOR YOU（TVサイズ）